# Microkayla adenopleura
Microkayla adenopleura es una especie de anfibio anuro de la familia Craugastoridae.Es endémica del parque nacional Carrasco en el departamento de Cochabamba, Bolivia. Habita en bosque nublado entre los 3250 y 3400 metros de altitud. Es una especie con desarrollo directo. Se encuentra amenazada de extinción debido a su limitada área de distribución y a la pérdida de su hábitat natural debido a actividades antrópicas.